# Форт Истибей
Форт Истибей (греч. Οχυρό Ιστίμπεη) — форт на горе Белес, Центральная Македония, Греция на греко-болгарской границе.
Один из 21 фортов Линии Метаксаса, где в апреле 1941 года греческая армия успешно отразила атаку войск нацистской Германии.
Форт продолжает находиться в распоряжении греческой армии. Фунцкционирует музей с ограниченным доступом.

## История форта
Форт Истибей расположен в 16 километрах от городка Новый Петрич (греч. Νέο Πετρίτσι), заселённого греческими беженцами из болгарского города Петрича после Второй Балканской войны 1913 года. Форт расположен в 250 метрах от болгарской границы, на высоте 1.339 метров.

## Задача форта
Задачей Форта Истибей, вместе с фортами Аспри Петра (греч. Άσπρη Πέτρα-Белый Камень) и Стиригма (греч Στύριγμα- Подпорка) было перекрыть дорогу болгарским войскам, в случае их атаки из Петрич в направлении Нового Петрича. Одновременно гарнизону форта было предписано поддержать занятие высот пирамиды 36 для использования их как базы для наступательных действий в направлении Петрича.
Гарнизон форта насчитывал 13 офицеров и 350 рядовых под командованием майора Ксантоса Пикулакиса.

## Вооружение гарнизона форта
- 2 орудия 75 мм,
- 1 противотанковое орудие 37 мм.
- 1 зенитное орудие 20 мм
- 2 миномёта 81 мм
- 26 пулемётов
- личное оружие с боеприпасами на 15 дней сражения (также как и предписанных на 15 дней запасов продовольствия)

## Сражение фортификаций
В октябре 1940 года греческая армия отразила нападение Италии и перенесла военные действия на территорию Албании. Германские войска, пришедшие на помощь итальянцами, вторглись в Грецию с территории союзной им Болгарии 6 апреля 1941 года. В 05:15 начался артиллерийский обстрел Форта Истибей, с дистанции 250—600 метров. В 06:00 началась бомбёжка форта немецкой штурмовой авиацией. Единственное зенитное орудие было выведено из строя, но защитники форта успели сбить с его помощью 4 немецких самолёта. В 07:00 бомбёжка прекратилась и 5-я горнострелковая дивизия (Германия) началас атаку. Германским войскам не удалось взять форт с ходу. Около 200 немецких динамитчиков «сели» на поверхности форта и пытались взрывами разрушить бетонные сооружения форта Динамитчики были нейтрализованы и изгнаны защитниками форта. С другой стороны, попытки резервных греческих частей контратаковать и оказать содействие форту были безуспешными.
Ночью около 100 немецких солдат, рискнувших войти в туннели, были уничтожены.
Утром 7 апреля форт продолжал сражаться. Все поверхностные сооружения были разрушены. Немцы заблокировали форт и запускали во внутрь газы и бензин, забрасывая одновременно связки динамита.
Вечером 7 апреля, встретив жестокое сопротивление на всей «Линии Метаксаса», Верховное германское командованиеи приказало 2-й танковой дивизии двигаться вдоль долины реки Стумница в Югославии. Опрокинув югославские части, немцы заняли югославский город Гевгелия и через практически неприкрытыю греко-югославскую границу вступили на греческую территорию Тем временем сражение за форт Истибей, как и по всей Линии Метаксаса продолжалось.
Гарнизон основного форта Истибей, задыхаясь от газов вышел на поверхность в 16:00 7 апреля Его пленение было временным. Через несколько дней пленные защитники форта были с почётом освобождены.
Вспомогательный форт «Пападопула» держался до 19:00 8 апреля. Вспомогательный форт «Палиурионес» так и не был взят немцами. 9 апреля, в 17:30, немецкие парламентёры известили защитников о приказе командующего группы дивизий Восточной Македонии прекратить сопротивление. Защитники форта, под командованием майора Александроса Хадзигеоргиу, вышли на поверхность 10 апреля в 09:00.
На выходе им отдавал честь выстроенный почётный караул немецких войск.

## Музей
В марте 1989 года на средства собранные Всегреческой ассоциацией ветеранов фортов и Обществом друзей форта Истибей был построен маленький музей и памятник.
Доступ в музей ограничен: необходимо получение разрешения от воинской части, расположенной в Новом Петриче, в 4-х километрах от национальной дороги Серре (город)-Промахонас 14 километровый участок дороги ведущий к Форту Истибей следует согласовать с военными. Иностранные граждане должны получить специальное разрешение от греческой армии.
Музей хранит огнестрельное оружие (винтовки, револьверы, пистолеты и пулемёты) принадлежавшее греческой и германской армии, армейские мундиры той эпохи, различные личные вещи принадлежащие защитникам форта, а также детальную карту сражения и фортификаций. При посещении музея демонстрируется фильм рассказывающий о обороне Форта Истибей.
- Вход в форт